# Словаччина на зимових Олімпійських іграх 2006
Словаччина на зимових Олімпійських іграх 2006, які проходили в Турині (Італія), була представлена 58 спортсменами (45 чоловіками та 13 жінками) у 9 видах спорту. Прапороносцем на церемонії відкриття Олімпійських ігор був саночник Вальтер Маркс, а на церемонії закриття — лижник Мартін Байчичак.
Словацькі спортсмени вибороли 1 срібну медаль. Олімпійська збірна Словаччини зайняла 21 неофіційне загальнокомандне місце.

## Медалісти
| Медалі | Спортсмени     | Вид спорту  | Дисципліна              |
| ------ | -------------- | ----------- | ----------------------- |
| Срібло | Радослав Жидек | Сноубординг | сноубордкрос (чоловіки) |

## Біатлон
| Спортсмен                                                           | Дисципліна                     | Час            | Промахів       | Місце          |
| ------------------------------------------------------------------- | ------------------------------ | -------------- | -------------- | -------------- |
| Павол Гурайт                                                        | спринт, чоловіки               | 28:17.8        | 1              | 30             |
| Павол Гурайт                                                        | гонка переслідування, чоловіки | 38:20.67       | 3              | 24             |
| Павол Гурайт                                                        | індивідуальна гонка, чоловіки  | 58:49.6        | 3              | 29             |
| Матей Казар                                                         | спринт, чоловіки               | 29:29.4        | 1              | 58             |
| Матей Казар                                                         | гонка переслідування, чоловіки | 42:46.6        | 1              | 52             |
| Марек Матяшко                                                       | спринт, чоловіки               | 30:11.0        | 6              | 72             |
| Марек Матяшко                                                       | мас-старт, чоловіки            | 50:11.1        | 3              | 27             |
| Марек Матяшко                                                       | індивідуальна гонка, чоловіки  | 55:48.6        | 1              | 5              |
| Мирослав Матяшко                                                    | спринт, чоловіки               | 29:13.0        | 2              | 52             |
| Мирослав Матяшко                                                    | гонка переслідування, чоловіки | 41:32.56       | 8              | 49             |
| Мирослав Матяшко                                                    | індивідуальна гонка, чоловіки  | 59:43.8        | 3              | 38             |
| Душан Шімочко                                                       | індивідуальна гонка, чоловіки  | 1:01:37.8      | 4              | 56             |
| Павол Гурайт Душан Шімочко Мирослав Матяшко Марек Матяшко           | естафета, чоловіки             | 1:27:44.9      | 22             | 14             |
| Яна Герекова                                                        | індивідуальна гонка, жінки     | 58:37.2        | 5              | 59             |
| Мартіна Галінарова                                                  | спринт, жінки                  | 23:32.8        | 0              | 16             |
| Мартіна Галінарова                                                  | гонка переслідування, жінки    | Lapped         | Lapped         | Lapped         |
| Мартіна Галінарова                                                  | індивідуальна гонка, жінки     | 55:17.7        | 4              | 34             |
| Соня Мігокова                                                       | спринт, жінки                  | 24:09.9        | 1              | 27             |
| Соня Мігокова                                                       | гонка переслідування, жінки    | Lapped         | Lapped         | Lapped         |
| Соня Мігокова                                                       | індивідуальна гонка, жінки     | 56:29.5        | 5              | 47             |
| Анна Мурінова                                                       | спринт, жінки                  | 24:32.1        | 1              | 38             |
| Анна Мурінова                                                       | гонка переслідування, жінки    | Did not finish | Did not finish | Did not finish |
| Марцела Павковчекова                                                | спринт, жінки                  | 24:11.1        | 0              | 29             |
| Марцела Павковчекова                                                | гонка переслідування, жінки    | Lapped         | Lapped         | Lapped         |
| Марцела Павковчекова                                                | індивідуальна гонка, жінки     | 53:52.8        | 3              | 22             |
| Анна Мурінова Марцела Павковчекова Мартіна Галінарова Соня Мігокова | естафета, чоловіки             | 1:21:55.5      | 10             | 10             |

## Бобслей
| Спортсмени                                              | Дисципліна | Спуск 1 | Спуск 2 | Спуск 3 | Спуск 4    | Разом      | Місце |
| ------------------------------------------------------- | ---------- | ------- | ------- | ------- | ---------- | ---------- | ----- |
| Мілан Ягнешак Віктор Раєк                               | двійки     | 56.81   | 57.12   | 57.81   | не пройшли | не пройшли | 25    |
| Мілан Ягнешак Віктор Раєк Андрей Бенда Роберт Крестанко | четвірки   | 56.29   | 56.13   | 56.26   | 55.98      | 3:44.66    | 20    |

## Гірськолижний спорт
| Спортсмен               | Змагання                   | Фінал            | Фінал            | Фінал            | Фінал            | Фінал            |
| Спортсмен               | Змагання                   | Спуск 1          | Спуск 2          | Спуск 3          | Разом            | Місце            |
| ----------------------- | -------------------------- | ---------------- | ---------------- | ---------------- | ---------------- | ---------------- |
| Ярослав Бабусяк         | швидкісний спуск, чоловіки | n/a              | n/a              | n/a              | 1:57.45          | 45               |
| Ярослав Бабусяк         | супергігант, чоловіки      | n/a              | n/a              | n/a              | 1:35.41          | 40               |
| Ярослав Бабусяк         | слалом, чоловіки           | 58.51            | 53.55            | n/a              | 1:52.06          | 24               |
| Ярослав Бабусяк         | комбінація, чоловіки       | 1:43.32          | 48.86            | 48.60            | 3:20.78          | 27               |
| Яна Гантнерова          | швидкісний спуск, жінки    | n/a              | n/a              | n/a              | 2:04.60          | 36               |
| Яна Гантнерова          | супергігант, жінки         | n/a              | n/a              | n/a              | 1:38.40          | 48               |
| Яна Гантнерова          | гігантський слалом, жінки  | 1:06.73          | не фінішувала    | не фінішувала    | не фінішувала    | не фінішувала    |
| Яна Гантнерова          | комбінація, жінки          | не фінішувала    | не фінішувала    | не фінішувала    | не фінішувала    | не фінішувала    |
| Іван Геймчільд          | швидкісний спуск, чоловіки | не фінішував     | не фінішував     | не фінішував     | не фінішував     | не фінішував     |
| Іван Геймчільд          | супергігант, чоловіки      | n/a              | n/a              | n/a              | 1:36.58          | 46               |
| Іван Геймчільд          | слалом, чоловіки           | 59.67            | 54.31            | n/a              | 1:53.98          | 26               |
| Іван Геймчільд          | комбінація, чоловіки       | 1:43.12          | 48.13            | 47.16            | 3:18.41          | 25               |
| Єва Гучкова             | швидкісний спуск, жінки    | n/a              | n/a              | n/a              | 2:05.32          | 37               |
| Єва Гучкова             | супергігант, жінки         | дискваліфікована | дискваліфікована | дискваліфікована | дискваліфікована | дискваліфікована |
| Єва Гучкова             | гігантський слалом, жінки  | 1:05.24          | 1:13.07          | n/a              | 2:18.31          | 28               |
| Єва Гучкова             | слалом, жінки              | не фінішувала    | не фінішувала    | не фінішувала    | не фінішувала    | не фінішувала    |
| Єва Гучкова             | комбінація, жінки          | не фінішувала    | не фінішувала    | не фінішувала    | не фінішувала    | не фінішувала    |
| Соня Макулова           | швидкісний спуск, жінки    | n/a              | n/a              | n/a              | 2:03.63          | 35               |
| Соня Макулова           | супергігант, жінки         | n/a              | n/a              | n/a              | 1:37.87          | 44               |
| Соня Макулова           | гігантський слалом, жінки  | 1:05.77          | 1:12.84          | n/a              | 2:18.61          | 29               |
| Соня Макулова           | слалом, жінки              | не фінішувала    | не фінішувала    | не фінішувала    | не фінішувала    | не фінішувала    |
| Соня Макулова           | комбінація, жінки          | 40.53            | 45.63            | 1:34.09          | 3:00.25          | 23               |
| Вероніка Велес-Зузулова | слалом, жінки              | 44.53            | 48.00            | n/a              | 1:32.53          | 22               |
| Вероніка Велес-Зузулова | комбінація, жінки          | 39.68            | 43.67            | 1:33.28          | 2:56.63          | 15               |

## Лижні перегони
Дистанція
| Спортсмени       | Дисципліни                            | Фінал     | Фінал |
| Спортсмени       | Дисципліни                            | Час       | Місце |
| ---------------- | ------------------------------------- | --------- | ----- |
| Мартін Байчичак  | 15 км, класичним стилем, чоловіки     | 40:35.6   | 28    |
| Мартін Байчичак  | 30 км, гонка переслідування, чоловіки | 1:17:08.7 | 8     |
| Мартін Байчичак  | 50 км, вільним стилем, чоловіки       | 2:06:24.9 | 14    |
| Іван Батори      | 15 км, класичним стилем, чоловіки     | 40:26.1   | 26    |
| Іван Батори      | 30 км, гонка переслідування, чоловіки | 1:18:58.2 | 25    |
| Іван Батори      | 50 км, вільним стилем, чоловіки       | 2:10.32.2 | 47    |
| Міхал Малак      | 15 км, класичним стилем, чоловіки     | 44:52.9   | 73    |
| Міхал Малак      | 30 км, гонка переслідування, чоловіки | 1:23:39.9 | 54    |
| Міхал Малак      | 50 км, вільним стилем, чоловіки       | 2:09:38.7 | 45    |
| Алена Прохазкова | 10 км, класичним стилем, жінки        | 30:13.6   | 28    |
| Алена Прохазкова | 15 км, гонка переслідування, жінки    | 47:45.2   | 46    |

Спринт
| Спортсмен                   | Дисципліна                 | Кваліфікація | Кваліфікація | Чвертьфінал | Чвертьфінал | Півфінал   | Півфінал   | Фінал      | Фінал |
| Спортсмен                   | Дисципліна                 | Результат    | Місце        | Результат   | Місце       | Результат  | Місце      | Результат  | Місце |
| --------------------------- | -------------------------- | ------------ | ------------ | ----------- | ----------- | ---------- | ---------- | ---------- | ----- |
| Катаріна Гарайова           | спринт, жінки              | 2:23.98      | 53           | не пройшла  | не пройшла  | не пройшла | не пройшла | не пройшла | 53    |
| Мартін Отченаш              | спринт, чоловіки           | 2:24.77      | 49           | не пройшов  | не пройшов  | не пройшов | не пройшов | не пройшов | 49    |
| Алена Прохазкова            | спринт, жінки              | 2:17.75      | 27           | 2:17.9      | 5           | не пройшла | не пройшла | не пройшла | 23    |
| Мартін Байчичак Іван Батори | командний спринт, чоловіки | n/a          | n/a          | n/a         | n/a         | 17:36.1    | 3 Q        | 17:30.9    | 8     |

## Санний спорт
| Спортсмени                | Дисципліни              | Спуск 1 | Спуск 2 | Спуск 3  | Спуск 4 | Разом    | Місце |
| ------------------------- | ----------------------- | ------- | ------- | -------- | ------- | -------- | ----- |
| Йозеф Нініс               | одиночні сани, чоловіки | 52.769  | 52.517  | 52.525   | 52.386  | 3:30.197 | 22    |
| Вероніка Саболова         | одиночні сани, жінки    | 49.680  | 48.226  | 48.095   | 48.060  | 3:14.061 | 19    |
| Яна Шишайова              | одиночні сани, жінки    | 48.860  | 50.267  | 48.479   | 49.387  | 3:16.993 | 22    |
| Ярослав Славік            | одиночні сани, чоловіки | 52.786  | 52.066  | 1:13.877 | 52.156  | 3:50.885 | 33    |
| Любомир Мік Вальтер Маркс | двійки, чоловіки        | 48.412  | 47.857  | n/a      | n/a     | 1:36.269 | 13    |

## Сноубординг
Паралельний гігантський слалом
| Спортсмен      | Дисципліна                               | Кваліфікація | Кваліфікація | 1/16         | Чвертьфінал  | Півфінал     | Фінал        | Фінал |
| Спортсмен      | Дисципліна                               | Час          | Місце        | Суперник Час | Суперник Час | Суперник Час | Суперник Час | Місце |
| -------------- | ---------------------------------------- | ------------ | ------------ | ------------ | ------------ | ------------ | ------------ | ----- |
| Радослав Жидек | паралельний гігантський слалом, чоловіки | 1:16.51      | 27           | не пройшов   | не пройшов   | не пройшов   | не пройшов   | 27    |

Сноуборд-крос
| Спортсмен      | Дисципліна              | Кваліфікація | Кваліфікація | 1/8     | Чвертьфінал | Півфінал | Фінал   | Фінал |
| Спортсмен      | Дисципліна              | Час          | Місце        | Позиція | Позиція     | Позиція  | Позиція | Місце |
| -------------- | ----------------------- | ------------ | ------------ | ------- | ----------- | -------- | ------- | ----- |
| Радослав Жидек | сноуборд-крос, чоловіки | 1:21.19      | 9 Q          | 1 Q     | 1 Q         | 1 Q      | 2       |       |

## Стрибки з трампліна
| Спортсмен    | Дисципліна          | Кваліфікація | Кваліфікація | Перший раунд | Перший раунд | Фінал      | Фінал      | Фінал          |
| Спортсмен    | Дисципліна          | Бали         | Місце        | Бали         | Місце        | Бали       | Місце      | Загальне місце |
| ------------ | ------------------- | ------------ | ------------ | ------------ | ------------ | ---------- | ---------- | -------------- |
| Мартін Месік | нормальний трамплін | 97.5         | 42           | не пройшов   | не пройшов   | не пройшов | не пройшов | 42             |
| Мартін Месік | великий трамплін    | 67.7         | 37           | не пройшов   | не пройшов   | не пройшов | не пройшов | 37             |

## Шорт-трек
| Змагання   | Спортсмени    | Відбірні змагання | Відбірні змагання | Чвертьфінал      | Чвертьфінал      | Півфінал         | Півфінал         | Фінал            | Фінал            |
| Змагання   | Спортсмени    | Результат         | Місце             | Результат        | Місце            | Результат        | Місце            | Результат        | Місце            |
| ---------- | ------------- | ----------------- | ----------------- | ---------------- | ---------------- | ---------------- | ---------------- | ---------------- | ---------------- |
| Матус Узак | 500 м, жінки  | 44.525            | 4                 | не пройшла       | не пройшла       | не пройшла       | не пройшла       | не пройшла       | 21               |
| Матус Узак | 1000 м, жінки | 1:35.989          | 2 Q               | дискваліфікована | дискваліфікована | дискваліфікована | дискваліфікована | дискваліфікована | дискваліфікована |
| Матус Узак | 1500 м, жінки | дискваліфікована  | дискваліфікована  | дискваліфікована | дискваліфікована | дискваліфікована | дискваліфікована | дискваліфікована | дискваліфікована |